# Lục Ngạn
Lục Ngạn là một xã thuộc tỉnh Bắc Ninh, Việt Nam.

## Địa lý
Xã Lục Ngạn có vị trí địa lý:
- Phía đông giáp xã Biển Động
- Phía tây giáp phường Chũ
- Phía nam giáp xã Đèo Gia
- Phía bắc giáp xã Biên Sơn.

Xã Lục Ngạn có diện tích 82,71 km², dân số 42.367 người, mật độ dân số đạt 512 người/km².

## Lịch sử
Năm 1946, thành lập xã Phì Điền trên cơ sở xã Mai Điền.
Ngày 1 tháng 10 năm 1950, đổi tên xã Mai Điền thành xã Phú Thịnh.
Ngày 27 tháng 10 năm 1962, Quốc hội ban hành Nghị quyết về việc thành lập tỉnh Hà Bắc trên cơ sở tỉnh Bắc Giang và tỉnh Bắc Ninh. Khi đó, xã Phì Điền thuộc huyện Lục Ngạn, tỉnh Hà Bắc.
Tháng 4 năm 1971, đổi tên xã Phú Thịnh thành xã Phì Điền.
Ngày 6 tháng 11 năm 1996, Quốc hội ban hành Nghị quyết về việc chia tỉnh Hà Bắc thành tỉnh Bắc Giang và tỉnh Bắc Ninh. Khi đó, xã Phì Điền thuộc huyện Lục Ngạn, tỉnh Bắc Giang.
Tính đến ngày 31 tháng 12 năm 2023, xã Phì Điền có 7,29 km² diện tích tự nhiên, quy mô dân số là 5.726 người, mật độ dân số là 786 người/km² và 4 thôn: Cầu Chét, Chay, Mai Tô, Phì.
Ngày 3 tháng 4 năm 2024, UBND tỉnh Bắc Giang ban hành Quyết định số 629/QĐ-UBND về việc công nhận khu vực dự kiến thành lập thị trấn Phì Điền đạt tiêu chí đô thị loại V.
Ngày 28 tháng 9 năm 2024, Ủy ban Thường vụ Quốc hội ban hành Nghị quyết số 1191/NQ-UBTVQH15 về việc sắp xếp đơn vị hành chính cấp huyện, cấp xã của tỉnh Bắc Giang giai đoạn 2023 – 2025 (nghị quyết có hiệu lực từ ngày 1 tháng 1 năm 2025). Theo đó, thành lập thị trấn Phì Điền – thị trấn huyện lỵ của huyện Lục Ngạn trên cơ sở toàn bộ 7,29 km² diện tích tự nhiên và quy mô dân số là 5.726 người của xã Phì Điền.
Ngày 16 tháng 6 năm 2025, Ủy ban Thường vụ Quốc hội ban hành Nghị quyết số 1658/NQ-UBTVQH15 của UBTVQH về việc sắp xếp các đơn vị hành chính cấp xã của tỉnh Bắc Ninh năm 2025. Theo đó, sắp xếp toàn bộ diện tích tự nhiên, quy mô dân số của thị trấn Phì Điền và các xã Giáp Sơn, Đồng Cốc, Tân Hoa, Tân Quang thành xã mới có tên gọi là xã Lục Ngạn.